# School for Scoundrels
School for Scoundrels (br Escola de Idiotas) é um filme americano de comédia de 2006, dirigida por Todd Phillips.

## Elenco
- Billy Bob Thornton – Dr. P/Dennis Sherman
- Jon Heder – Roger
- Michael Clarke Duncan – Lesher
- Jacinda Barrett – Amanda
- Sarah Silverman – Becky
- Ben Stiller – Lonnie
- David Cross – Ian
- Matt Walsh – Walsh
- Horatio Sanz – Diego
- Todd Louiso – Eli
- Jon Glaser – Ernie
- Paul Scheer – Little Pete
- Dan Fogler – Zack
- Luis Guzmán - Sargento Moorehead
- DeRay Davis - Bee Bee
- Joanne Baron - Lois
- Andrew Daly - Colega de classe
- Jim Parsons - Colega de classe
- Aziz Ansari - Colega de classe
- Joe Nunez - Colega de classe